# St. Helens Court
A St. Helens Court a Portlandi Állami Egyetem kollégiuma az Amerikai Egyesült Államok Oregon államának Portland városában. Az 1927 júniusában átadott létesítményben 36 stúdióapartman és 15 egyágyas szoba található.

## Története
Az épületben Harry Mittleman ingatlanfejlesztő ötven luxuslakást alakított ki, melyekben 2-3 szoba, elektromos fűtés és elektromos főzőlap is volt. Feleségéről, Helensről nevezte el, akit szentnek tartott.
1969-ben került az egyetem tulajdonába.

## Fordítás
- Ez a szócikk részben vagy egészben  a   St. Helens Court (Portland State University) című angol Wikipédia-szócikk ezen változatának fordításán alapul.  Az eredeti cikk szerkesztőit annak laptörténete sorolja fel. Ez a jelzés csupán a megfogalmazás eredetét és a szerzői jogokat jelzi, nem szolgál a cikkben szereplő információk forrásmegjelöléseként.